# Felix Ivo Leicher

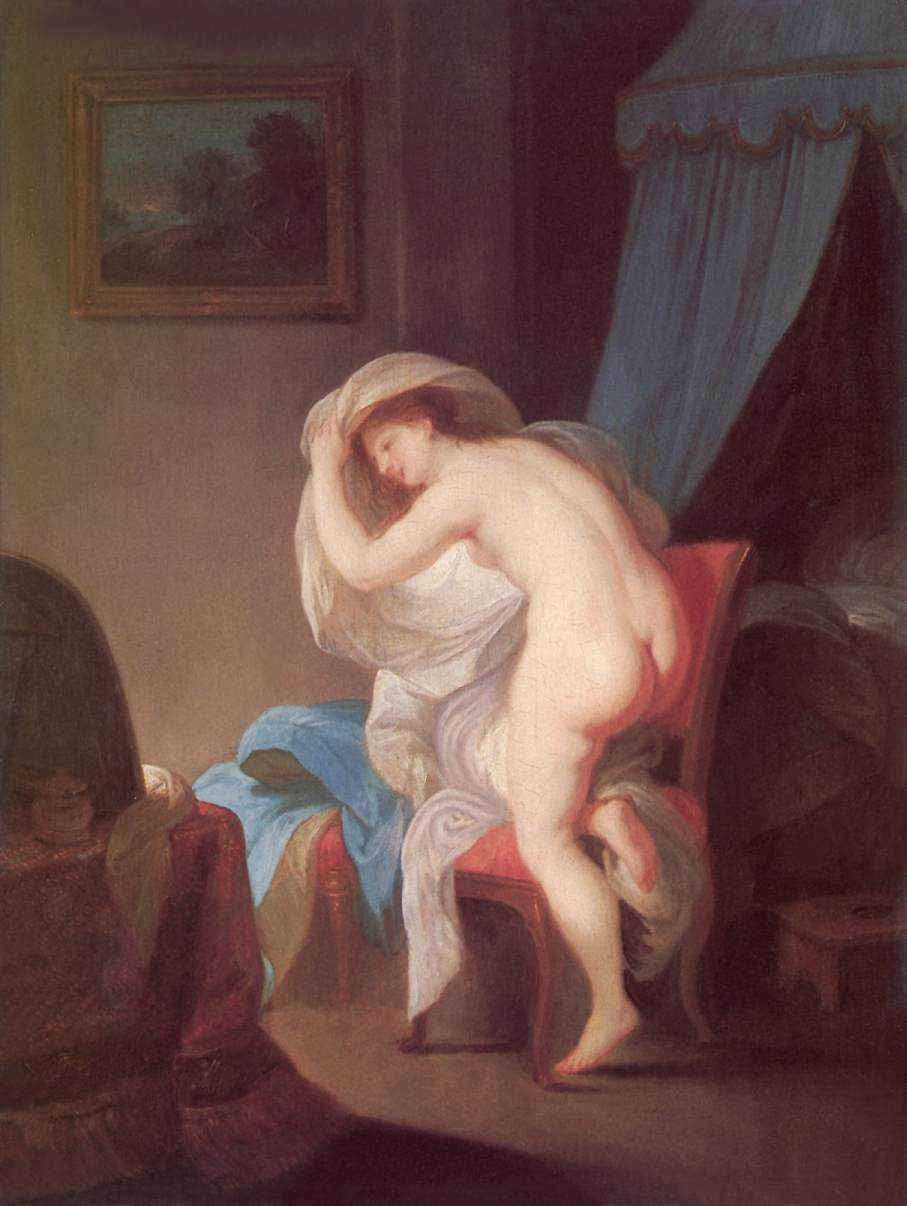
Le Soir

Felix Ivo Leicher, né le 19 mai 1727 à Bílovec (Moravie), mort le 20 février 1812 à Vienne, est un peintre autrichien.

## Biographie
Felix Ivo  Leicher est d'abord tisserand de profession, puis, entre 1745-1749, il fut l'élève du peintre Franz Schaffer lequel était venu à l'Académie des Beaux-Arts de Vienne en 1751 comme élève lui-même de Franz Anton Maulbertsch. Pour son  tableau L'Onction de Saül, il reçoit un deuxième prix  en 1754. Les œuvres de Leicher, collaborateur régulier de Maulbertsch, sont souvent difficiles à distinguer de celles de son maître, les deux peintres ayant le même style et certains tableaux ont été signés conjointement par les deux artistes. 
Leicher peignit principalement des thèmes religieux en retables pour les églises de Vienne, sans oublier les sujets allégoriques (Le Soir).
En 1786, il exposa suivant ces thèmes séculaires.

## Œuvres
- Retable, Église de la Sainte-Trinité (Fulnek)
- Peintures des autels latéraux de l'église Saintes-Anne-et-Barbara, Nasiedle (1788)
- Retables pour l'église de sainte Thècle, à Vienne, Wieden (1755-1756)
- Sainte Famille, autel latéral de Piaristenkirche, Vienne (1763)
- Retable, Barnabitenkollegium, Vienne (1765-1766)
- Retable de Trattnerhofkapelle, Vienne (1777)